# 포항양덕초등학교
포항양덕초등학교는 대한민국 경상북도 포항시에 있는 공립 초등학교이다.

## 학교 연혁
- 2008.12.24 포항양덕초등학교 설립인가
- 2010.03.01 포항양덕초등학교 개교 (23학급/714명)
- 2010.03.01 초대 임병태 교장 취임
- 2010.09.01 학급증설(29학급/919명)
- 2011.03.01 학급증설(36학급/1,137명)
- 2012.03.01 학급증설(43학급/1,538명)
- 2012.09.01 제2대 박정순 교장 취임
- 2013.03.01 학급증설(44학급/1,587명)
- 2014.02.20 제4회 졸업식(졸업생 총수 967명)
- 2014.03.01 학급증설(46학급/1,764명)
- 2015.02.17 제5회 졸업식(졸업생 총수 1,224명)
- 2015.03.01 학급현황(46학급/1,458명)
- 2015.03.01 제3대 이대식 교장 취임
- 2018.03.01 양서초등학교 개교와 함께 분리 이관

## 붕괴 위험 논란
포항양덕초등학교는 2014년 붕괴 위험에 처했었다. 건물에 곳곳에 균열과 지반 침하가 일어나고 있으며, 이로 인하여 강당과 학교 식당은 빠른 시일내로 보수해야 하는 D등급을 받았고, 강당과 본관을 연결하는 통로는 즉시 철거가 필요한 E등급을 받았다. 이는 바닷가 근처에 지어져서 일어난 현상인데, 기초공사조차 매트공법으로 시공해 이를 심화시켰다. 이러한 현상으로 인해, 100여명이 학생이 타 학교로 전학가는 등의 사태가 벌어졌으나 2015년에 보수공사를 하여 현재는 안정을 되찾았다. 이후 2017년 포항 지진으로 인해 건물이 뒤틀리는 일이 발생했으나 즉시 보수하여 안전엔 문제가 없다고 한다.

## 참고 자료
- 포항양덕초등학교 - 한국교육학술정보원 학교알리미